# Ивака (приток Вильвы)
Ивака — река в России, протекает в Александровском районе Пермского края. Устье реки находится в 26 км по правому берегу реки Вильвы. Длина реки составляет 26 км.
Исток реки в лесном массиве в 19 км к северо-востоку от посёлка Яйва. Генеральное направление течения — юго-запад и запад. Большая часть течения проходит по тайге. На реке стоит единственный населённый пункт — посёлок Ивакинский Карьер (среднее течение), а также нежилая деревня Ивака. Впадает в Вильву ниже посёлка Всеволодо-Вильва.

## Данные водного реестра
По данным государственного водного реестра России относится к Камскому бассейновому округу, водохозяйственный участок реки — Кама от города Березники до Камского гидроузла, без реки Косьва (от истока до Широковского гидроузла), Чусовая и Сылва, речной подбассейн реки — бассейны притоков Камы до впадения Белой. Речной бассейн реки — Кама.
Код объекта в государственном водном реестре — 10010100912111100007406.